# 7z
A 7z egy tömörített archív fájlformátum, amely számos különböző adattömörítési algoritmust támogat. A formátumot eredetileg a 7-Zip program vezette be; mind a fájlformátum, mind a 7-Zip megvalósítása GNU LGPL licenc alatt érhető el.
A 7z fájlok MIME-típusa: application/x-7z-compressed.

## Képességei
A 7z fájlformátum a következőket nyújtja:
- nyílt, moduláris architektúra, amely lehetővé teszi akár fájlonként különböző tömörítési algoritmusok használatát
- magas tömörítési arány (a tömörítési módszertől függően)
- erős AES-256 titkosítás
- nagyméretű fájlok támogatása (kb. 16 exabájtig)
- Unicode fájlnevek
- tömör archívumok támogatása
- az archívum fejlécének tömörítése, titkosítása

### Titkosítás
A 7z formátum támogatja a 256 bites kulcsú AES algoritmussal történő titkosítást. A kulcsot a felhasználó által megadott jelszóból SHA-256 hashfüggvénnyel képezik (több iterációt végeznek, hogy a jelszó nyers géperővel való megfejtését megnehezítsék).

## Tömörítési módszerek
A formátum nyílt architektúrája lehetővé teszi a szabvány további tömörítési módszerekkel való bővítését.
A jelenlegi verzió a következő módszereket támogatja::
- LZMA – az LZ77 algoritmus továbbfejlesztett és optimalizált változata, ami Markov-láncokat használ entrópiakódolással, valamint Patricia-fákat.
- PPMD – Dmitry Shkarin 2002-es PPMdH-ja (PPMII/cPPMII) kisebb változtatásokkal. A PPMII az 1984-es PPM algoritmus (prediction by partial matching, előrejelzés részleges találattal) egy továbbfejlesztett változata.
- BCJ – konvertáló a 32 bites x86 futtatható állományokhoz, lásd LZMA. A közeli ugrásokat és hívásokat (near jump and call) tömöríti (átalakítja őket relatív címzésről direkt címzésre).
- BCJ2 – konvertáló a 32 bites x86 futtatható állományokhoz, lásd LZMA. Az ugrásokat és hívásokat (jump and call), valamint a feltételes ugrásokat tömöríti.
- Bzip2 – a jól ismert Burrows-Wheeler transzformáció algoritmusa. A Bzip2 a gyorsabb Huffman-kódot, a Bzip a kompaktabb aritmetikai kódolást használja.
- DEFLATE – a standard LZ77-alapú algoritmus, amit a ZIP és gzip formátumok is használnak.

## Implementációk
A következő archiváló programok támogatják jelenleg a 7z archív formátumot:
- 7-Zip és p7zip
- 7zX
- Ark
- ExtractNow
- EZ 7z
- File Roller
- IZArc
- PowerArchiver
- QuickZip
- SimplyZip
- Squeez
- TUGZip
- WinRAR
- ZipGenius
- PeaZip
- HaoZip